# Scansoriopteryx
A Scansoriopteryx (nevének jelentése 'mászó szárny') a maniraptora dinoszauruszok egyik neme. Ez az egyetlen fiatal példány fosszíliája alapján leírt, házi veréb méretű állat, amely a kínai Liaoning tartományból vált ismertté, a lábain levő adaptációk alapján erdei (falakó) életmódot folytatott. A harmadik ujja szokatlanul meghosszabbodott. Mindemellett a Scansoriopteryx típuspéldánya tollak lenyomataival együtt őrződött meg.

## Anatómia
A Scansoriopteryx heilmanni típuspéldánya (a CAGS02-IG-gausa-1/DM 607 azonosítójú lelet) egy, valamelyest az Archaeopteryxre emlékeztető maniraptora dinoszaurusz fióka fosszilizálódott maradványa. Kezdetleges, lyuktalan csípőüreggel, valamint a fejlett maniraptorák között szokatlan, előrefelé irányuló szeméremcsonttal rendelkezett. Legegyedibb jellegzetessége a hosszú harmadik ujj, ami a másodiknál majdnem kétszer hosszabbra nőtt. Ez a felépítés az összes többi theropodáétól eltér, a csoport többi tagjánál ugyanis a második ujj volt a leghosszabb. Emellett az első lábujja, avagy öregujja is szokatlanul hosszúvá vált.

## Osztályozás
A Scansoriopteryx után nevezték el a Scansoriopterygidae családot, melynek pontos rendszertani elhelyezkedése jelenleg bizonytalan. Ehhez hasonlóan bizonytalan a Scansoriopteryx név státusza is. A típuspéldányt alig néhány hónappal azután írták le, hogy egy nagyon hasonló állat, az Epidendrosaurus leírása online megjelent, azonban az Epidendrosaurus név a Scansoriopteryxet megelőzően nem jelent meg nyomtatásban. Ez a két példány annyira hasonlít egymásra, hogy feltételezhető, hogy ugyanahhoz a nemhez tartoznak, és amennyiben ez a helyzet, az elsőként publikált név elsőbbséget élvez. Az állatok elnevezésének szabályait felállító testület, az ICZN szabálykönyv kiegészítést hoz létre az online megjelent nevek támogatására, így az Epidendrosaurus, ha/amikor hivatalosan elfogadottá válik, elsőbbséget kaphat a Scansoriopteryxszel szemben, feltéve, hogy a kiegészítés visszamenőlegesen is érvényes lesz. (A további részletekért lásd az Epidendrosaurus szócikket.)

### Következtetések
Stephen Czerkas és Yuan Chongxi (Jüan Csung-hszi) a Scansoriopteryx kezdetleges és madárszerű tulajdonságait arra használta fel, hogy igazolja a dinoszauruszok evolúciójának rendhagyó értelmezését. Azt állították, hogy a Scansoriopteryx „hüllőmedencéjű stílusú” szeméremcsontja és robusztus ülőcsontja alapján „egyértelműen kezdetlegesebb volt, mint az Archaeopteryx”. A Scansoriopteryxnél azonban hiányzott a teljesen átlyukasztott acetabulum, a nyílással ellátott csípőüreg, ami a Dinosauria öregrend kulcsfontosságú, hagyományosan a csoport definiálására felhasznált jellemzője. Bár a szerzők elismerték, hogy a lyuk másodlagosan is bezáródhatott, tradicionálisabb dinoszaurusz csípőüreget hozva létre, további kezdetleges tulajdonságokat soroltak fel annak igazolására, hogy ez valóban kezdetleges jellemző, miáltal a Scansoriopteryx a legmadárszerűbb és a legkezdetlegesebb ismert dinoszauruszok közé került. Czerkas és Yuan „proto-maniraptorának” nevezték el, támogatva Gregory S. Paul elméletét, ami szerint a Velociraptorhoz hasonló talajlakó maniraptorák a kis termetű, falakó, repülő vagy siklórepülő formákból fejlődtek ki. A szerzők tovább vitték Paul ötletét, és támogatni kezdték George Olshevsky 1992-es „a madarak voltak az elsők” elméletét, ami szerint minden igazi theropoda másodlagosan vált röpképtelenné vagy legalábbis másodlagosan lett erdőlakó a kis, fán élő Scansoriopteryxszerű ősökből kifejlődve. Czerkas és Yuan azt is kijelentették, hogy a legtöbb filogenetikus fával ellentétben a maniraptorák egy olyan fejlődési vonalat képviselnek, amely más theropodákétól elkülönült, és hogy ez az elválás a theropodák evolúciója során nagyon korán végbement.

## Eredet
A Scansoriopteryx típuspéldányának eredete bizonytalan, mivel egy magán fosszíliagyűjtőtől származik, aki nem jegyezte fel a pontos geológiai adatokat. Czerkas és Yuan kezdetben azt állította, hogy valószínűleg a Yixian-formációból (Jihszien-formáció) származik, bár Wang Xiaolin (Vang Hsziao-lin) és szerzőtársai (2006-ban) a Daohugou-padok (Taohukou-padok) korával kapcsolatos tanulmányukban kijelentették, hogy erről a területről származhat, így valószínűleg az Epidendrosaurus szinonimája. A Daohugou rétegei feltehetően a középső, illetve a késő jura korban keletkeztek, de ez erősen vitatott. (A további részletekért lásd a Daohugou-padok szócikket.)

## Ősbiológia

### Mászás
A Scansoriopteryx leírásában Czerkas és Yuan bizonyítékkal szolgált az erdei életmódra vonatkozóan. Megjegyezték, hogy a modern madarak fiókáitól eltérően a Scansoriopteryx mellső lábai hosszabbak a hátsóknál. A szerzők kijelentették, hogy ez az anomália azt jelzi, hogy a mellső lábak fontos szerepet játszottak a mozgás során a fejlődés rendkívül korai szakaszában. A Scansoriopteryx lába jobb állapotban őrződött meg az Epidendrosaurus típuspéldányáénál, emellett pedig a szerzők értelmezése szerint az öregujj hátrafelé állt, a modern fán élő madarakra jellemző hátrafelé álló lábujjhoz hasonló módon. Emellett a Scansoriopteryx rövid, merev farkát szintén famászó adaptációnak tekintették. A farok talán a modern harkályfélék farkához hasonlóan támaszték volt. A modern famászó fajok, például a meghosszabbodott harmadik ujjal rendelkező iguana gyíkok kezeivel való összehasonlítás szintén a famászó elméletet támogatja. Valójában a Scansoriopteryx kezei még a hoacin utódaiénál is jobban adaptálódtak a mászáshoz.

### Tollak és pikkelyek
A Scansoriopteryx maradványai a test bizonyos részeinél vékony, aljtollazathoz hasonló tollak lenyomataival együtt őrződtek meg, melyek a modern madaraknál látható módon V alakú mintába rendeződtek. A legjelentősebb tollenyomat a bal alkar és kézfej környékén található. Az itt levő hosszú tollakból Czerkas és Yuan arra következtetett, hogy a felnőtt scansoriopterygidáknak jól fejlett szárnytollaik voltak, melyek az ugrást vagy a kezdetleges siklórepülést segítették, de kizárták azt, hogy a Scansoriopteryx képes lett volna az evezőszárnyú repülésre. A többi maniraptorához hasonlóan a Scansoriopteryx félholdas csuklócsontja lehetővé tette a kéz madárszerű módon történő behajlítását. Mivel az evezőszárnyú repülés nem volt lehetséges, ez a mozgás a manőverezést segíthette az ágak közötti ugrálás során.
A leleten a farok tövéhez közeli pikkelyek nyomai is megőrződtek.

## Fordítás
- Ez a szócikk részben vagy egészben a Scansoriopteryx című angol Wikipédia-szócikk ezen változatának fordításán alapul.  Az eredeti cikk szerkesztőit annak laptörténete sorolja fel. Ez a jelzés csupán a megfogalmazás eredetét és a szerzői jogokat jelzi, nem szolgál a cikkben szereplő információk forrásmegjelöléseként.